# Pseudorabdion talonuran
Pseudorabdion talonuran es una especie de serpientes de la familia Colubridae.

## Distribución geográfica
Es endémica de la isla de Panay (Filipinas).

## Estado de conservación
Se encuentra amenazada por la pérdida de su hábitat natural.